# Gonomyia (Gonomyia) furcula
Gonomyia (Gonomyia) furcula is een tweevleugelige uit de familie steltmuggen (Limoniidae). De soort komt voor in het Neotropisch gebied.